# Bibi Maryam Bakhtiari
Bibi Maryam Bakhtiari, född 1874, död 1937, var en iransk politisk aktivist. 
Hon var syster till klanhövdingen Ali-Qoli Khan Bakhtiari, en av ledarna under Konstitutionella revolutionen (1905-1911). I egenskap av sin börd förberedde hon militära strategier och ledde sedan sina klankrigare i erövringen av Teheran från Mohammad-Ali Shah Qajar 1909. Hon hyllades därefter som en revolutionens hjältar och fick den militära titeln sardar som hederstitel. 